# بيير أنطونيو كابوبيانكو
بيير أنطونيو كابوبيانكو (26 يناير، 1619 - 30 أكتوبر، 1689)كان من الكاثوليك الرومان الذي خدم أسقف لاسيدونيا (1663-1672)

## سيرة شخصية
ولد بير أنطونيو كابوبيانكو في نابولي، إيطاليا في 26 يناير 1619. في 12 مارس 1663، تم تعيينه خلال بابوية البابا الكسندر السابع أسقف لاسيدونيا. عمل أسقف لاسيدونيا حتى استقالته في 9 سبتمبر 1672. توفي في 30 أكتوبر 1689.

## المرجع
بيير أنطونيو كابوبيانكو